# Під Твою милість
«Під Твою милість» (дав.-гр. Ὑπὸ τὴν σὴν εὐσπλαγχνίαν; лат. Sub tuum praesidium) — християнська молитва. Це найдавніша відома Марійна молитва і найдавніший збережений гімн до Діви Марії як Богородиці. Датується III (або IV) століттям нашої ери і добре відома як у православній церкві, так і католицькій та серед східних православних церков.
В українському православ'ї має особливе значення через зв'язок із Покровою як аспектом Богородиці.

## Історія

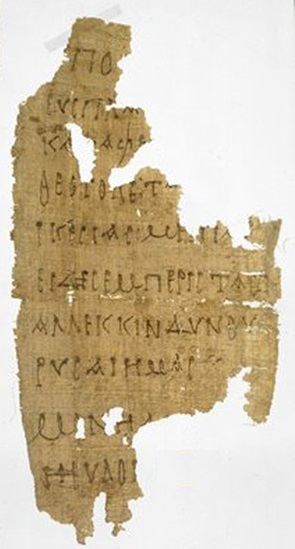
Найдавніший відомий манускрипт «Sub tuum praesidium» грецькою, датований між III і IV ст.

Найдавніший текст цього гімну знайдено в коптській різдвяній літургії. На папірусі записаний гімн грецькою мовою, датований ІІІ століттям папірологом Е. Лобелем (вченим Ч. Х. Робертсом датується IV ст.)

## У богослужінні
У візантійському обряді, який використовується православною та східними католицькими церквами, гімн зустрічається як останній тропар щоденної вечірні у Великий піст. Слов'янська версія гімну також часто вживається й поза Великим постом з додаванням потрійного заклику «Пресвятая Богородице, спаси нас».
У вірменському обряді гімн співається напередодні Богоявлення, а також використовується як акламація (вірм. մաղթանք) у щоденній службі, відомій як «година відпочинку» (Հանգստեան Ժամ). Трохи інша версія гімну додається до Трисвятого, коли його співають у щоденні ранкові (Առաւօտեան) та вечірні (Երեկոյեան) години часів.
У римському обряді католицької церкви він використовується як антифон для Nunc Dimittis під час повечір'я в (Малих) Маріанських часах, а в Літургії годин може використовуватися як антифон Марії після повечір'я або вечірні поза Пасхальним часом.
Молитва має особливе значення для маристів, і її часто чують у школах і групах маристів по всьому світу. Вона також часто виконується салезіанцями на честь Марії Помічниці.
Папа Франциск закликав молитися цією молитвою разом із Молитвою розарію (Вервиця) та Молитвою до святого Михаїла з проханням про єдність церкви протягом жовтня (2018 року) в світлі скандалів, звинувачень і викриттів, з якими зіткнулася церква останнім часом.

## Українське православ'я
В українській традиції молитва «Під Твою милість» традиційно пов'язується з Покровою. Зокрема, стверджується, що кожен свій похід запорізькі та українські козаки починали саме цією молитвою.
Окрім того, цією молитвою закінчують богослужіння, присвячені Богородиці Діві, а також Вервицю.

## Музичні версії
Латинську версію багаторазово було покладено на музику на Заході: зокрема 3 рази Марком-Антуаном Шарпантьє (1670 — H.20 для 3 голосів і basso continuo; 1681-82 — H.28 для 3 голосів без супроводу; кінець 1680-х — H.352, для 1 голосу і basso continuo), а також Антоніо Сальєрі, Вольфгангом Амадеєм Моцартом і Людвігом ван Бетховеном.
У слов'янській церковній традиції, окрім переважно використовуваних звичайних (традиційних і сучасних) церковних наспівів, найвідомішою, мабуть, залишається українська «Під Твою милість» Дмитра Бортнянського.
В наш час відома також «Під Твою милість» українсько-американського композитора Ігоря Соневицького. 

## Текст різними мовами
Найстарішим є (давньо)грецький текст молитви, знайдений в Єгипті поблизу Александрії (це папірус, датований приблизно 250 роком нашої ери). Латинський переклад відносять до XI століття.
| Грецька | Латинська | Церковнослов'янська | Українська |
| --- | --- | --- | --- |
| Ὑπὸ τὴν σὴν εὐσπλαγχνίαν, καταφεύγομεν, Θεοτόκε. Τὰς ἡμῶν ἱκεσίας, μὴ παρίδῃς ἐν περιστάσει, ἀλλ᾽ ἐκ κινδύνων λύτρωσαι ἡμᾶς, μόνη Ἁγνή, μόνη εὐλογημένη. | Sub tuum præsídium confúgimus, sancta Dei Génetrix; nostras deprecatiónes ne despícias in necessitátibus; sed a perículis cunctis líbera nos semper, Virgo gloriósa et benedícta. | Подъ твою милость, прибѣгаемъ богородице дѣво, молитвъ нашихъ не презри в скорбѣхъ. но ѿ бѣдъ избави насъ, едина чистаѧ и благословеннаѧ. | Під твою милість прибігаємо, Богородице Діво, молитвами нашими в скорботах не погорди, але від бід ізбав нас, єдина Чиста і Благословенна. |

Деякі латинські версії також включають такі (які часто приписують святому Бернарду Клервоському) рядки:
Domina nostra, (Володарко наша)
Mediatrix nostra, (Посереднице наша)
Advocata nostra, (Заступнице наша)
Consolatrix nostra. (Утішителько наша)
Tuo Filio nos reconcilia, (З Сином своїм примири нас)
Tuo Filio nos commenda, (Синові своєму доручи нас)
Tuo Filio nos repraesenta, (Синові своєму віддай нас)
Amen. (Амінь)